# Pselaphinae
Pselaphinae zijn een onderfamilie uit de familie van de kortschildkevers (Staphylinidae). 

## Taxonomie
De volgende taxa zijn bij de onderfamilie ingedeeld:
- Supertribus Batrisitae Reitter, 1882
  - Tribus Amauropini Jeannel, 1948
  - Tribus Batrisini Reitter, 1882
    - Ondertribus Ambicocerina Leleup, 1970
    - Ondertribus Batrisina Reitter, 1882
      - Geslacht Acanthanops
      - Geslacht Acanthicomus
      - Geslacht Acanthocliarthrus
      - Geslacht Adiastulus
      - Geslacht Akarbatrus
      - Geslacht Amblybatrisus
      - Geslacht Anama (kevergeslacht)Anama
      - Geslacht Ancistromus
      - Geslacht Apocliarthrus
      - Geslacht Araneibatrus Yin & Li, 2010[4]
      - Geslacht Arthmius
      - Geslacht Arthromelodes
      - Geslacht Arthromelus
      - Geslacht Atheropterus
      - Geslacht Babascenellus
      - Geslacht Basitrodes
      - Geslacht Batoctenus
      - Geslacht Batoxyla
      - Geslacht Batriasymmodes
      - Geslacht Batribolbus
      - Geslacht Batricavus
      - Geslacht Batricrator
      - Geslacht Batrictenistes
      - Geslacht Batrifigia
      - Geslacht Batrinanda
      - Geslacht Batriplica
      - Geslacht Batrisaulax
      - Geslacht Batriscenaulax
      - Geslacht Batriscenellus
      - Geslacht Batrisceninus
      - Geslacht Batrisceniola
      - Geslacht Batriscenites
      - Geslacht Batriscenodes
      - Geslacht Batrischema
      - Geslacht Batrisiella
      - Geslacht Batrisinus
      - Geslacht Batrisiotes
      - Geslacht Batrisocenus
      - Geslacht Batrisochaetus
      - Geslacht Batrisochorus
      - Geslacht Batrisoconnus
      - Geslacht Batrisodella
      - Geslacht Batrisodema
      - Geslacht Batrisodes
      - Geslacht Batrisodiola
      - Geslacht Batrisodites
      - Geslacht Batrisomalus
      - Geslacht Batrisomellus
      - Geslacht Batrisomicrus
      - Geslacht Batrisomina
      - Geslacht Batrisopachys
      - Geslacht Batrisophyma
      - Geslacht Batrisoplatus
      - Geslacht Batrisopsis
      - Geslacht Batrisoschema
      - Geslacht Batrisoxenus
      - Geslacht Batristerus
      - Geslacht Batristhenes
      - Geslacht Batristidius
      - Geslacht Batristites
      - Geslacht Batristogenius
      - Geslacht Batrisus
      - Geslacht Batrivitis
      - Geslacht Batrixenus
      - Geslacht Besuchetaceus
      - Geslacht Besuchetidia
      - Geslacht Borneana
      - Geslacht Bothriotelus
      - Geslacht Bryantinus
      - Geslacht Camptomodes
      - Geslacht Catoxyomus
      - Geslacht Celisia
      - Geslacht Cerochusa
      - Geslacht Ceroderma
      - Geslacht Clarkeorites
      - Geslacht Cliarthrinidius
      - Geslacht Cliarthrinus
      - Geslacht Cliarthrodes
      - Geslacht Cliarthromorphus
      - Geslacht Cliarthrus
      - Geslacht Connodontinus
      - Geslacht Connodontus
      - Geslacht Conogastridius
      - Geslacht Conopygidia
      - Geslacht Conuridius
      - Geslacht Coryphomodes
      - Geslacht Coryphomoides
      - Geslacht Coryphomus
      - Geslacht Cratna
      - Geslacht Cylindroma
      - Geslacht Daintree
      - Geslacht Dendrolasiophilus
      - Geslacht Diaposis
      - Geslacht Diaugis
      - Geslacht Ectotrabisus
      - Geslacht Eleodimerina
      - Geslacht Eleodimerodes
      - Geslacht Eleodimerus
      - Geslacht Eubatrisus
      - Geslacht Exallidius
      - Geslacht Exallomorpha
      - Geslacht Exallus
      - Geslacht Exechophyes
      - Geslacht Exedrus
      - Geslacht Franzorella
      - Geslacht Gadgarra
      - Geslacht Hemicliarthrus
      - Geslacht Hingstoniella
      - Geslacht Hulstaertites
      - Geslacht Hyobontus
      - Geslacht Hypochraeus
      - Geslacht Intestinarius
      - Geslacht Iteticus
      - Geslacht Jochmansiella
      - Geslacht Kigatrodes
      - Geslacht Korovodes
      - Geslacht Leleupia
      - Geslacht Leleupiastes
      - Geslacht Leptobatrisus
      - Geslacht Lisubatrus
      - Geslacht Loebliella
      - Geslacht Lukwangulorites
      - Geslacht Maajappia
      - Geslacht Macrodelphus
      - Geslacht Madrasorites
      - Geslacht Manniconnus
      - Geslacht Megabatrus
      - Geslacht Microbatrisodes
      - Geslacht Mnia
      - Geslacht Mossman
      - Geslacht Myrmicophila
      - Geslacht Nenemeca
      - Geslacht Neotrabisus
      - Geslacht Nesiotomina
      - Geslacht Neurum
      - Geslacht Odonticoscapus
      - Geslacht Odontoconnus
      - Geslacht Ophelius
      - Geslacht Orropygia
      - Geslacht Oxarthrius
      - Geslacht Oxyomera
      - Geslacht Oxyomites
      - Geslacht Pachypygidia
      - Geslacht Pachytrabisus
      - Geslacht Panaphysis
      - Geslacht Pantosiella
      - Geslacht Parabatrisus
      - Geslacht Passosiella
      - Geslacht Pengzhongiella
      - Geslacht Petaloscapus
      - Geslacht Physomerinus
      - Geslacht Plocamarthrus
      - Geslacht Podus
      - Geslacht Procheilophorus
      - Geslacht Pseudobatrisus
      - Geslacht Pseudocliarthrus
      - Geslacht Pseudoconnus
      - Geslacht Pseudoctenistes
      - Geslacht Pseudotrabisoides
      - Geslacht Ruacorites
      - Geslacht Ryxabis
      - Geslacht Sathytes
      - Geslacht Seydelites
      - Geslacht Sinotrisus
      - Geslacht Siteromina
      - Geslacht Songius
      - Geslacht Speobatrisodes
      - Geslacht Spurgeon
      - Geslacht Stenocliarthrus
      - Geslacht Stictus
      - Geslacht Sulcifigia
      - Geslacht Syrbatomorphus
      - Geslacht Syrbatus
      - Geslacht Syrmocerus
      - Geslacht Tangius
      - Geslacht Texamaurops
      - Geslacht Tinaroo
      - Geslacht Trabisodema
      - Geslacht Trabisoides
      - Geslacht Trabisostenus
      - Geslacht Trabisoxenus
      - Geslacht Tribasodema
      - Geslacht Tribasodes
      - Geslacht Tribasodites
      - Geslacht Trichonomorphus
      - Geslacht Trichopnites
      - Geslacht Trisinarthrus
      - Geslacht Trisiniotus
      - Geslacht Trisinus
      - Geslacht Typhlobatrisus
      - Geslacht Typhlorites
      - Geslacht Xenadiastus
      - Geslacht Xenobasilewskyia
      - Geslacht Xenobatrisus
      - Geslacht Xenocliarthrus
      - Geslacht Xenoconurus
      - Geslacht Xenolejeunea
      - Geslacht Xenomachadoella
      - Geslacht Xenopygia
      - Geslacht Xenopygiella
      - Geslacht Zopherobatrus

    - Ondertribus Leupeliina Jeannel, 1954
    - Ondertribus Stilipalpina Jeannel, 1954

  - Tribus Thaumastocephalini Poggi, Nonveiller, Colla, Pavićević and Rada, 2001
- Supertribus Clavigeritae Leach, 1815
  - Tribus Clavigerini Leach, 1815
    - Ondertribus Apoderigerina Jeannel, 1954
    - Ondertribus Clavigerina Leach, 1815
    - Ondertribus Clavigerodina Schaufuss, 1882
    - Ondertribus Disarthricerina Jeannel, 1949
    - Ondertribus Hoplitoxenina Célis, 1969
    - Ondertribus Lunillina Célis, 1969
    - Ondertribus Mastigerina Jeannel, 1954
    - Ondertribus Miroclavigerina Jeannel, 1949
    - Ondertribus Neocerina Jeannel, 1954
    - Ondertribus Radamina Jeannel, 1954
    - Ondertribus Thysdariina Jeannel, 1954

  - Tribus Colilodionini Besuchet, 1991
  - Tribus Tiracerini Besuchet, 1986
- Supertribus Euplectitae Streubel, 1839
  - Tribus Bythinoplectini Schaufuss, 1890
    - Ondertribus Bythinoplectina Schaufuss, 1890
    - Ondertribus Pyxidicerina Raffray, 1904

  - Tribus Dimerini Raffray, 1908
  - Tribus Euplectini Streubel, 1839
  - Tribus Jubini Raffray, 1904
  - Tribus Mayetiini Winkler, 1925
  - Tribus Metopiasini Raffray, 1904
    - Ondertribus Metopiasina Raffray, 1904
      - Geslacht Barrometopia Park, 1942
      - Geslacht Bibrax Fletcher, 1927
      - Geslacht Chandleria Comellini, 1998
      - Geslacht Metopias Gory, 1832
        - = Marnax Laporte de Castelnau, 1835

      - Geslacht Metopiasoides Comellini, 2000
      - Geslacht Metopiellus Raffray, 1908[5]
        - Metopiellus painensis Asenjo, Ferreira & Zampaulo, 2017[6]

      - Geslacht Metopiosoma Raffray, 1908
      - Geslacht Metopioxys Reitter, 1885

    - Ondertribus Rhinoscepsina Bowman, 1934
      - Geslacht Rhinoscepsis LeConte, 1878

  - Tribus Trichonychini Reitter, 1882
    - Ondertribus Bibloporina Park, 1951
    - Ondertribus Panaphantina Jeannel, 1950
    - Ondertribus Trichonychina Reitter, 1882
    - Ondertribus Trimiina Bowman, 1934

  - Tribus Trogastrini Jeannel, 1949
    - Ondertribus Phtegnomina Park, 1951
    - Ondertribus Rhexiina Park, 1951
    - Ondertribus Trogastrina Jeannel, 1949
- Supertribus Faronitae Reitter, 1882
- Supertribus Goniaceritae Reitter, 1882 (1872)
  - Tribus Arnylliini Jeannel, 1952
  - Tribus Barrosellini Leleup, 1973
  - Tribus Brachyglutini Raffray, 1904
    - Ondertribus Baradina Park, 1951
    - Ondertribus Brachyglutina Raffray, 1904
    - Ondertribus Decarthrina Park, 1951
    - Ondertribus Eupseniina Park, 1951

  - Tribus Bythinini Raffray, 1890
    - Ondertribus Bythinina Raffray, 1890
    - Ondertribus Machaeritina Jeannel, 1950
    - Ondertribus Xenobythina Jeannel, 1950

  - Tribus Cyathigerini Schaufuss, 1872
  - Tribus Goniacerini Reitter, 1882 (1872)
  - Tribus Imirini Jeannel, 1949
  - Tribus Iniocyphini Park, 1951
    - Ondertribus Iniocyphina Park, 1951
    - Ondertribus Natypleurina Newton and Thayer, 1992

  - Tribus Machadoini Jeannel, 1951
  - Tribus Proterini Jeannel, 1949
  - Tribus Pygoxyini Reitter, 1909
  - Tribus Speleobamini Park, 1951
  - Tribus Tychini Raffray, 1904
  - Tribus Valdini Park, 1953
- Supertribus Pselaphitae Latreille, 1802
  - Tribus Arhytodini Raffray, 1890
  - Tribus Attapseniini Bruch, 1933
  - Tribus Ctenistini Blanchard, 1845
  - Tribus Hybocephalini Raffray, 1890
  - Tribus Odontalgini Jeannel, 1949
  - Tribus Pachygastrodini Leleup, 1969
  - Tribus Phalepsini Jeannel, 1949
  - Tribus Pselaphini Latreille, 1802
    - Geslacht Pselaphogenius Reitter, 1910[7]
      - Pselaphogenius chloe Sabella, Viglianisi & Bekchiev, 2019

  - Tribus Schistodactylini Raffray, 1890
  - Tribus Tmesiphorini Jeannel, 1949
  - Tribus Tyrini Reitter, 1882
    - Ondertribus Centrophthalmina Jeannel, 1949
    - Ondertribus Janusculina Cerruti, 1970
    - Ondertribus Somatipionina Jeannel, 1949
    - Ondertribus Tyrina Reitter, 1882